# Terminator 2: Judgement Day
Terminator 2: Judgement Day – komputerowa gra zręcznościowa nawiązująca do filmu pod tym samym tytułem, wyprodukowana przez Ljn Ltd i wydana 23 maja 1991. Gracz wciela się w cyborga T-800, który musi chronić Johna Connora.

## Rozgrywka
Gra składa się z kilku etapów, które nie są połączone fabularnie. Zależnie od poziomu gracz ma do wykonania inne zadanie. Gracz posiada jedno życie i w razie niepowodzenia grę rozpoczyna od nowa. Pomiędzy etapami pokazywane są sceny z filmu.